# Белич, Светомир
Светоми́р Бе́лич (серб. Светомир Белић / Svetomir Belić; 2 октября 1946, Смедерево) — сербский югославский боксёр средней весовой категории, выступал за сборную Югославии на всём протяжении 1970-х годов. Участник летних Олимпийских игр в Мюнхене, серебряный призёр чемпионата Европы, победитель многих международных турниров и национальных первенств.

## Биография
Светомир Белич родился 2 октября 1946 года в городе Смедерево Подунайского округа Югославии. Активно заниматься боксом начал с раннего детства, проходил подготовку в Белграде в столичном боксёрском клубе спортивного общества «Партизан».
Впервые заявил о себе в 1970 году, став чемпионом Югославии и Балкан в первом полусреднем весе. Первого серьёзного успеха на взрослом международном уровне добился в сезоне 1971 года, когда вошёл в основной состав югославской национальной сборной и побывал на чемпионате Европы в Мадриде, откуда привёз награду серебряного достоинства, выигранную в средней весовой категории — на стадии полуфиналов взял верх над поляком Веславом Рудковским, но в решающем финальном поединке потерпел поражение от советского боксёра Валерия Трегубова.
Благодаря череде удачных выступлений Белич удостоился права защищать честь страны на летних Олимпийских играх 1972 года в Мюнхене — выиграл здесь первый поединок, но во втором со счётом 2:3 проиграл представителю Нидерландов Энтони Ричардсону и лишился тем самым всяких шансов на попадание в число призёров.
После мюнхенской Олимпиады Светомир Белич остался в основном составе боксёрской команды Югославии и продолжил принимать участие в крупнейших международных турнирах. Так, в 1975 году он вновь стал чемпионом страны в среднем весе и выступил на чемпионате Европы в польском Катовице, где, тем не менее, уже на стадии 1/8 финала был побеждён советским боксёром Виктором Савченко. В 1976 году в последний раз одержал победу в зачёте национального первенства, став таким образом пятикратным чемпионом Югославии по боксу. Завершил спортивную карьеру в 1980 году в возрасте 33 лет.
Завершив карьеру спортсмена, занялся тренерской деятельностью. Владеет собственным боксёрским клубом Svetomir Belić Belka в Белграде.